# Futoshi Ikeda
Futoshi Ikeda (jap. 池田 太 Ikeda Futoshi; ur. 4 października 1970) – japoński piłkarz występujący na pozycji obrońcy.

## Kariera klubowa
Od 1993 do 1996 roku występował w klubie Urawa Reds.